# 이중구
이중구(李重九, 1946년 7월 4일 ~ )는 대한민국의 제5·6대 경기도 고양시의원이었다.

## 학력
- 능곡국민학교 졸업
- 능곡중학교 졸업
- 능곡고등학교(전학) → 대신고등학교 졸업
- 경희대학교 경기지도학 학사 졸업

## 경력
- 문산여자고등학교 교감
- 고양시 체육회 고양시 생활체육협의회 감사
- 한국 기독교장로회 능곡교회 시무권사
- 국회 환경포럼 정책자문위원
- 경희대학교 총동문회 이사
- (사)한국환경운동본부 수석 부총재
- (사)한국환경운동본부 수석 청소년 본부장
- 고속전철 시작역 범시민대책협의회 상임집행위원장
- 고양시민회 부회장
- 고양시민회 감사
- 능곡초등학교 총동문회 회장
- 능곡중학교 총동문회 회장
- 고양청년회의소 상임부회장
- 고양청년회의소 특우회 회장
- 고양시 행주로타리클럽 회장
- 고양시 학교운영위원협의회 회장
- 민주평화통일자문회의 고양시 협의회 자문위원
- 고양시 발전위원회 위원
- 한국자유총연맹 고양시지부 운영위원장
- 고양시 교육심의발전위원회 위원
- 경기도 빙상경기연맹 상임이사
- 고양경찰서 인권보호위원
- 2006.07 ~ 2010.06 제5대 경기도 고양시의회 의원
- 2006.07 ~ 2006.12 제5대 경기도 고양시의회 전반기 자치행정위원회 위원
- 2007.01 ~ 2008.07 제5대 경기도 고양시의회 전반기 기획행정위원회 위원
- 2006.07 ~ 2008.07 제5대 경기도 고양시의회 전반기 예산결산특별위원회 위원
- 2007.09 ~ 2007.10 제5대 경기도 고양시의회 일산역광장관련개발진상조사특별위원회 위원장
- 2008.07 ~ 2010.06 제5대 경기도 고양시의회 후반기 기획행정위원회 위원
- 2008.07 ~ 2010.06 제5대 경기도 고양시의회 후반기 예산결산특별위원회 위원
- 2010.07 ~ 2012.12 제6대 경기도 고양시의회 의원
- 2010.07 ~ 2012.07 제6대 경기도 고양시의회 전반기 기획행정위원회 위원
- 2010.07 ~ 2012.07 제6대 경기도 고양시의회 전반기 예산결산특별위원회 위원
- 2012.07 ~ 2012.11 제6대 경기도 고양시의회 후반기 기획행정위원회 위원장
- 2012.11 ~ 2012.12 제6대 경기도 고양시의회 후반기 기획행정위원회 위원

## 공직선거법 위반
2012년 12월 27일 이중구 고양시의원 직위상실…내년 4월 보궐선거

## 역대 선거 결과
|  | 20.45% |

|  | 45.65% |